# Egentlige sejlere
De egentlige sejlere (Apodidae) er en familie af fugle, der omfatter omkring 106 arter udbredt i alle verdensdele. Arterne er tilpasset et liv i luften, hvor de lever af insekter. De er i stand til svæveflyve og mange arter kan endda holde sig på vingerne, mens de sover. En enkelt art, mursejler (Apus apus) yngler i Danmark. Yderligere fire arter er set nogle få gange, især alpesejler (Apus melba).
Der er 1-6 unger i kuldet og de fodres af begge forældrefugle, der kan gemme de fangede insekter som boller i spiserøret, indtil de overgives til ungerne.

## Fællestræk
Fjerdragten er som regel mørk, næbbet er spinkelt med et bredt gab. Mellemfoden er kort og de små fødder er som regel fjerklædt helt til tæerne. Nogle arter, bl.a. mursejler, har en såkaldt klamrefod med alle fire tæer fremadrettede. De egentlige sejlere er ofte sociale og yngler sammen i kolonier. Ved redebygningen anvendes spytsekret fra særligt veludviklede spytkirtler til sammenklæbning af reden, der i nogle tilfælde er spiselig for mennesker. Nogle arter yngler i huler som flagermus og er i stand til at anvende ekkolokalisering.

## Slægter
Eksempler på nogle af de 19 slægter i familien Apodidae:
- Collocalia (4 arter, fx dværgsalangan)
- Hirundapus (4 arter, fx tornhalesejler)
- Aerodramus (28 arter, fx salangan)
- Apus (20 arter, fx mursejler)